# Quiero mis quinces
Quiero mis quinces es un programa de televisión producido originalmente por MTV Networks Latinoamérica y por Anima estudios, en las respectivas señales de MTV ubicadas en México, Colombia y Argentina. Se estrenó en mayo de 2006, a nivel latinoamericano. El show es resultado de la nueva propuesta llamada «Quiero estar en MTV», iniciada por el departamento de producción MTV Latinoamérica, cuyo objetivo es encontrar nuevos rostros para los programas producidos en Hispanoamérica.
El programa muestra cómo las adolescentes preparan su propia fiesta de quince años, que se realiza comúnmente en Latinoamérica para celebrar a las jóvenes que cumplen dicha edad. Durante los 30 minutos que dura cada capítulo, se ven todas las etapas que deben sortear la jóvenes para poder llevar a cabo su fiesta, ya sea la elección del vestido que usarán, el lugar donde se realizará el evento, la lista de invitados, el banquete, etc. Durante los últimos momentos del programa, se puede apreciar el resultado final de la celebración. Todo es documentado con cámaras, dando como resultado, un dinámico reality show.
La canción principal utilizada en el programa, se denomina «Quiero mis quinces» y es interpretada por el grupo chileno de pop Kudai. El tema aparece en el disco Sobrevive de la misma banda.
Las primeras dos temporadas del programa fueron grabadas en varios países de Latinoamérica, entre ellos Colombia, Argentina y México. Pero la tercera temporada en adelante empezó a grabarse en Estados Unidos donde participan quinceañeras latinas que viven en ese país, y que ha sido transmitido por MTV Tr3s.